# 판타이누스

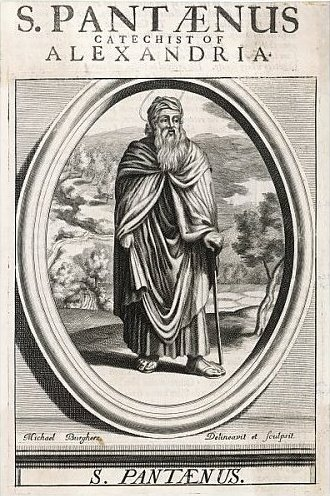

판타이노스(Πάνταινος, 200년경 사망) 또는 판타이누스는 원래 스토아 학파였다가 기독교로 개종한 사람으로 기독교의 신학자이며, 알렉산드리아 교리문답학교의 교장이였다. 그는 시칠리아에서 태어났다. 스토아 학파였다가 기독교로 개종하였고, 알렉산드리아에서 기독교 최초로 교리학교를 설립하여 알렉산드리아를 기독교의 중심지로 발전시켰다. 그는 교장으로 180년부터 189년 혹은 193년까지 있었으며, 그의 유명한 제자 중에 알렉산드리아의 클레멘스가 있다. 판타이노스는 성경주석가였기에 주석을 남겼으나 현재 전해지는 주석은 아주 단편적인 것 밖에 보존되어 있지않다.
또한 그는 선교사였으며, 가이사랴의 유세비우스의 의하면 185년경 판타이누스는 선교 활동을 하여 인도까지 오게 되었다고 한다.
그곳에서 그는 바돌로매 사도가 선교를 하는 동안 공동체에 위탁했던 마태복음의 히브리어 원본을 발견하였다고 하기도 한다.

## 같이 보기
- 알렉산드리아의 클레멘스
- 알렉산드리아 교리학교(en)